# Cylisticus sarmaticus
Cylisticus sarmaticus is een pissebed uit de familie Cylisticidae. De wetenschappelijke naam van de soort is voor het eerst geldig gepubliceerd in 1977 door Borutzkii.